# Passatemps
|  | No s'ha de confondre amb Passatemps (Mallorca). |

|  | Per a altres significats, vegeu «Afició». |

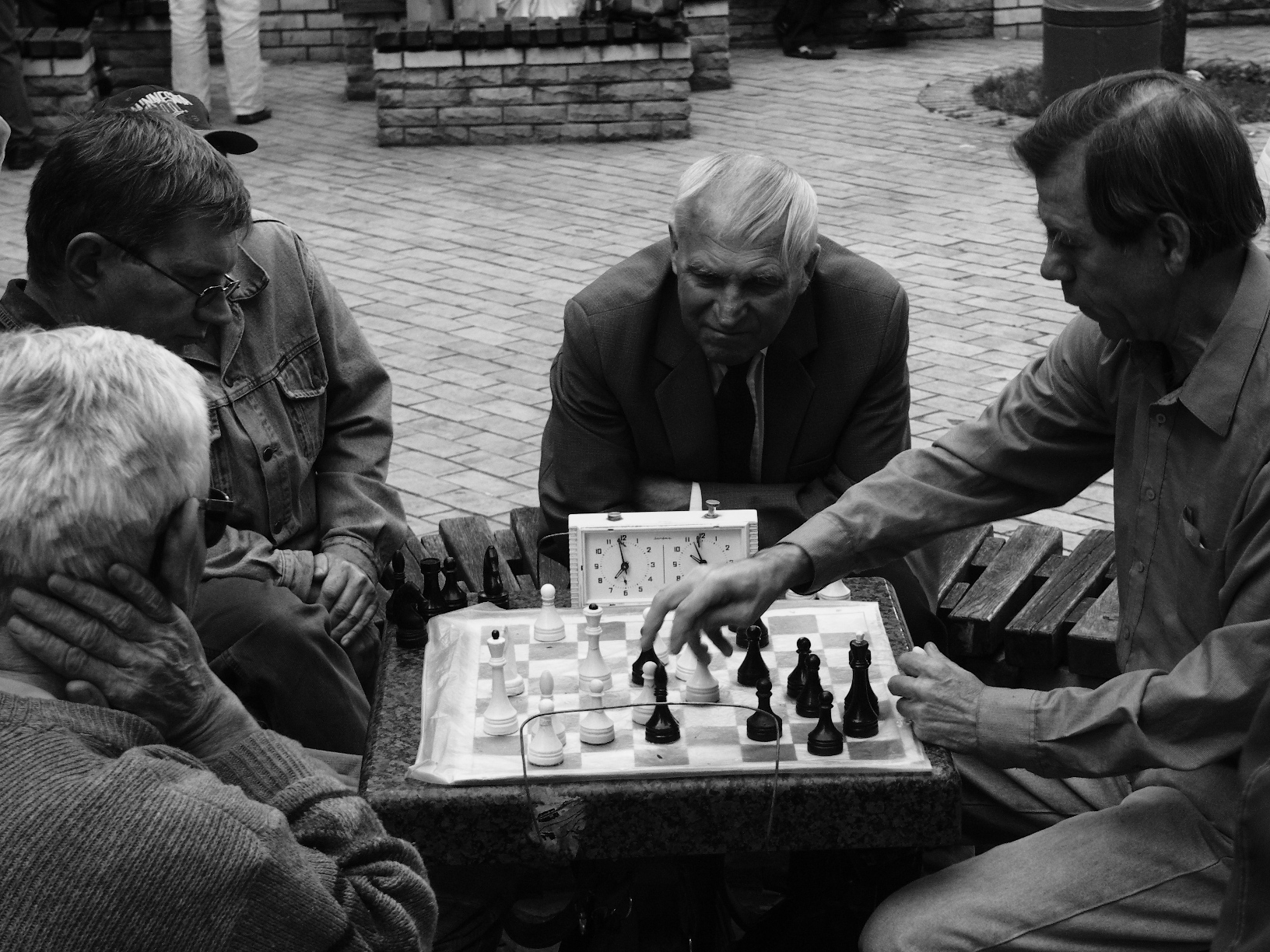
Persones jugant als escacs en un parc de Kíev

Un passatemps és un joc d'enginy, coneixement del llenguatge, resolució de problemes espacials, etc.; habituals en molts diaris i revistes d'informació general.

## Passatemps comuns

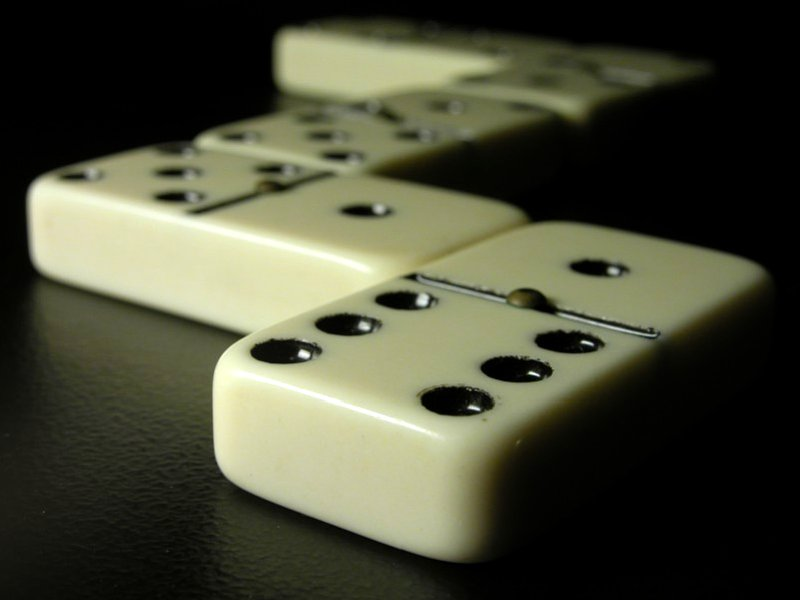
Joc del dòmino

### Dòmino
El dòmino és un joc de taula en què juguen dos o més jugadors. Es basa en un joc de 28 fitxes rectangulars. Cadascuna d'aquestes fitxes està dividida en dues parts d'igual superfície. En cada d'aquestes parts hi pot haver de cap fins a sis punts. Cap de les combinacions es repeteix en tot el joc.

### Escacs

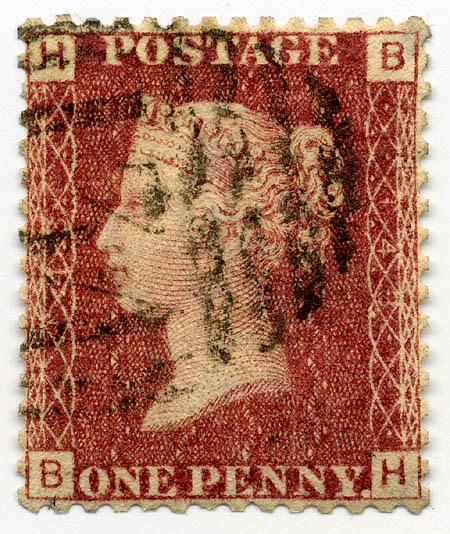
Segell

Els escacs són un joc de taula en què s'enfronten dos jugadors. Simula una batalla entre dos exèrcits, representats per les peces d'un i altre jugador, en un camp de batalla, el tauler d'escacs o escaquer. Cada jugador és l'estrateg que dirigeix el combat amb l'objectiu de guanyar la partida.

### Filatèlia
La filatèlia és l'afició per col·leccionar i classificar segells, sobres i altres documents postals. En els segells queda representada part de la història nacional o regional dels països mitjançant figures de personatges il·lustres, monuments, pintures, flora, fauna, història postal, etc.

### Autodefinits
Els autodefinits és un tipus de passatemps que consisteix a emplenar una plantilla amb paraules entrecreuades a partir d'unes definicions donades. La plantilla consta d'una sèrie de caselles blanques en les quals han d'anar les lletres i d'altres caselles separadores. És similar als mots encreuats amb la singularitat que les definicions es troben a la plantilla, dintre de les caselles separadores. Així doncs, en cadascuna d'aquestes caselles poden situar-se dues definicions: una per a la paraula horitzontal i altra per a la vertical.

### Mots encreuats

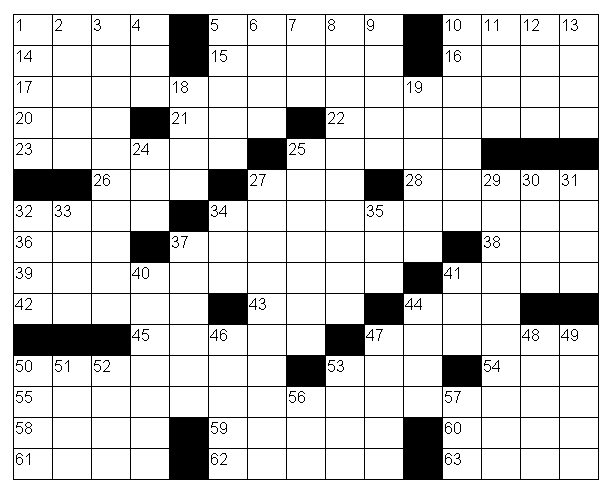
Mots encreuats

Els mots encreuats són un tipus de passatemps que consisteix a col·locar una sèrie de paraules sobre unes caselles en posicions verticals o horitzontals de manera que es creuen per determinades lletres.
A diferència del mots encreuats, en els mots encreuats no es proporciona la definició del terme sinó la relació de totes les paraules a col·locar, habitualment agrupades pel nombre de lletres.

### Joc de les diferències
Joc de les diferències és un passatemps gràfic que consisteix a buscar les diferències que existeixen entre dos gràfics, dibuixos o fotografies, aparentment iguals, en els quals s'han modificat subtilment un determinat nombre de punts que els fa diferents.

### Damero

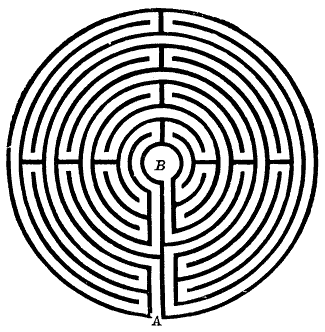
Laberint en forma de circumferència

El damero és un passatemps gràfic que consisteix a formar una cita utilitzant lletres extretes d'unes paraules que el participant ha d'endevinar. Les paraules responen a unes definicions donades i les seves lletres es traslladen a la plantilla segons la posició indicada en cadascuna. Cada paraula s'identifica amb una lletra majúscula que figura en les seves corresponents caselles del damero. D'aquesta manera, cada casella del damero té dues referències: 
- un nombre en ordre correlatiu.
- una lletra que assenyala la paraula d'on procedeix la lletra.

### Laberint

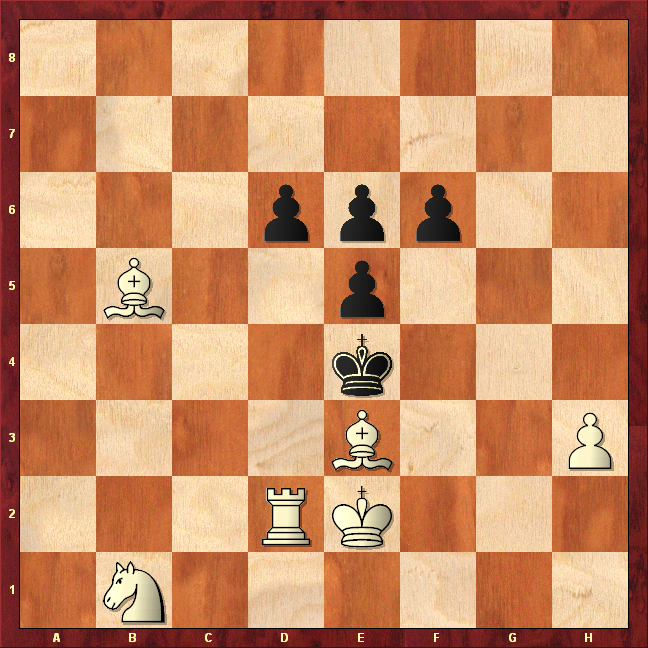
Problema d'escacs

Un laberint és un passatemps gràfic que consisteix a traçar una línia des d'un punt d'origen situat a l'exterior d'un laberint a una de destinació situada generalment en el centre. La dificultat consisteix a trobar un camí directe fins al lloc desitjat. El laberint, per la seva pròpia configuració, conté diferents vies sense sortida (de major o menor longitud) i només un recorregut correcte. Pot adoptar diferents formes: quadrat, ovalat, rodó, quadrangular, etc.

### Problema d'escacs
Un problema d'escacs és un passatemps gràfic que consisteix a endevinar el desenllaç d'una partida d'escacs a partir d'una posició donada. L'enunciat del problema es redueix normalment a indicar a quin color li toca moure i quin és el color guanyador; de vegades s'indica també el nombre de jugades que ha de contenir la solució.

### Jeroglífic

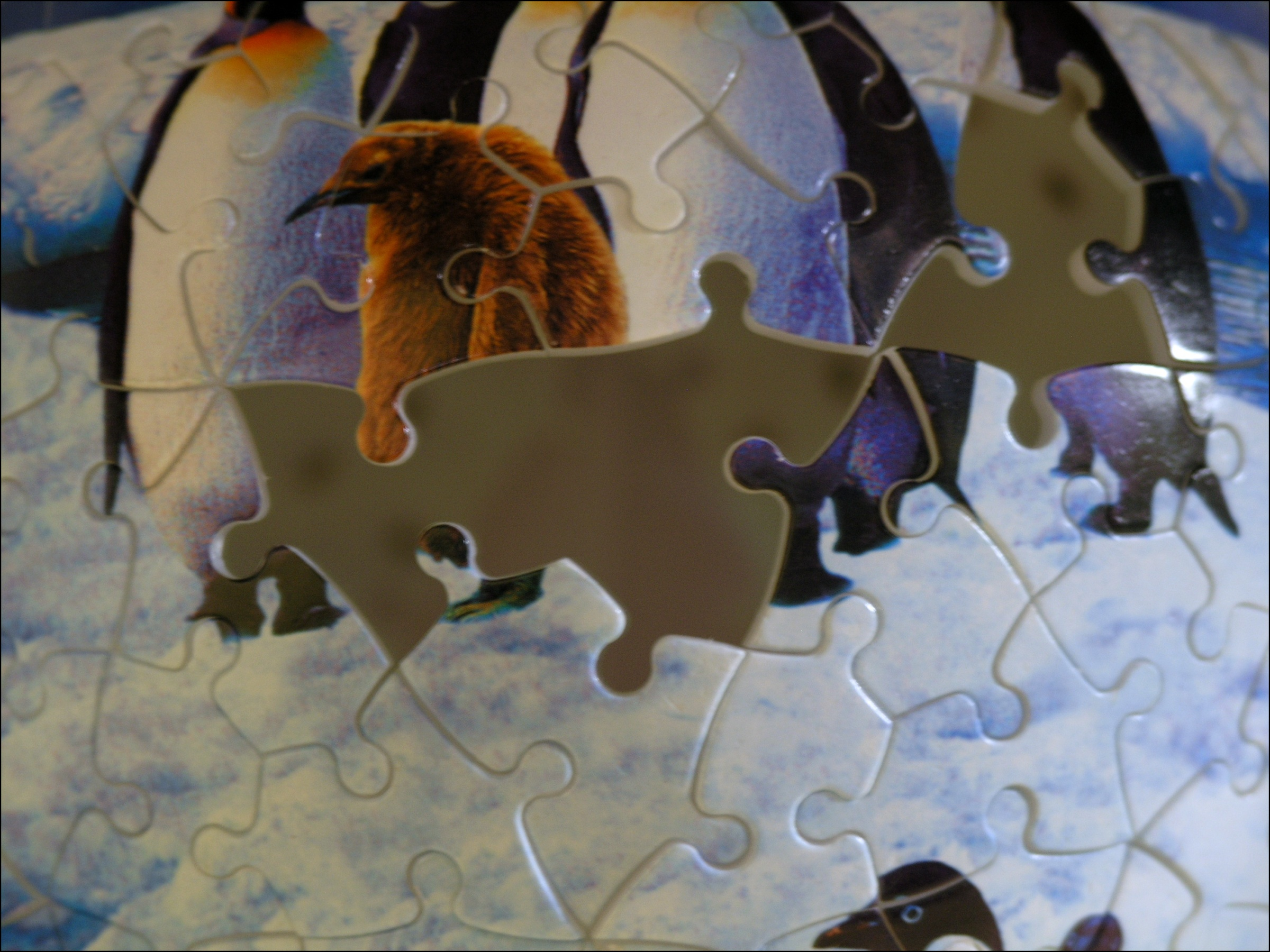
Peces d'un trencaclosques

Un jeroglífic és un passatemps gràfic que consisteix a esbrinar una paraula o frase a partir d'una sèrie d'imatges o signes amatents en un requadre. Els signes poden consistir en lletres, nombres, notes musicals, etc. i per a la construcció de la frase és rellevant tant el seu significat com la posició relativa entre ells. Generalment, la resolució constitueix la resposta a un enunciat donat.

### Trencaclosques o puzzles
Un trencaclosques és un joc de taula que consisteix a formar una figura combinant correctament les parts d'aquesta, que es troben en diferents trossos o peces planes. Encara que el terme puzle es considera sinònim de trencaclosques, aquest terme realment es refereix en general a peces planes.

### Sopa de lletres

Un Sudoku

La sopa de lletres és un passatemps que consisteix en una quadrícula o altra forma geomètrica farcida amb diferents lletres i sense sentit aparent. El joc consisteix a descobrir un nom determinat de paraules enllaçant aquestes lletres de forma horitzontal, vertical o diagonal i en qualsevol sentit. Són vàlides les paraules tant de dreta a esquerra com d'esquerra a dreta, i tant de dalt a baix, com de baix a dalt.

### Sudoku
El sudoku és un joc que es compon d'una graella de 9×9 cel·les subdividida en 9 subgraelles de 3×3 anomenades regions. Donats uns quants números inicials, l'objectiu és col·locar un número de l'1 al 9 en cada cel·la de tal manera que mai coincideixin dos números iguals en cada línia horitzontal, vertical o en cada regió. Els numerals en els sudoku s'usen només per conveniència, sense que existeixi cap relació aritmètica entre ells. De fet, poden usar-se qualsevol tipus de símbols, lletres, formes, colors… sense alterar-ne el funcionament.